# Lípa v Chabech
Lípa v Chabech, také známá jako Chabská lípa, je památná lípa malolistá v pražských Chabech jižně od Zličína. Je nejstarší žijící lípou v Praze a patří k rodovým lipám, které bývaly vysazované u selských stavení.

## Základní údaje
- název: Lípa v Chabech, Chabská lípa
- výška: 12 m[1], 21 m (2011)[4]
- obvod: 484 cm[1], 665 cm (2011)[4]
- věk: nejstarší lípa v Praze[2]
- sanace: zakryté otvory

## Stav stromu a údržba
Nízký kmen se dělí zhruba na deset kosterních větví, které tvoří širokou korunu. Otvory do dutiny jsou zakryté proti zatékání. Strom roste za zídkou soukromého pozemku, takže není veřejně přístupný.

## Další zajímavosti
Lípě byl věnován prostor v pořadu České televize Paměť stromů, konkrétně v dílu č. 2: Pražské památné stromy. Přestože jde o nejstarší lípu na území hlavního města Prahy, nevztahují se k ní žádné pověsti.